# Terentang (Kelapa)
Terentang is een plaats in het bestuurlijke gebied Bangka Barat in de provincie Bangka-Belitung, Indonesië. De plaats telt 2980 inwoners (volkstelling 2010).